# Power Rangers Zeo vs. The Machine Empire
Power Rangers Zeo vs. The Machine Empire es un videojuego de plataformas basado en la serie de televisión Power Rangers Zeo desarrollado por Cyberflix y publicado por Bandai Digital Entertainment para Macintosh, Pippin y Windows.

## Sinopsis
El Zeo Crystal se ha roto en fragmentos, cada uno de los cuales representa a un Zeo Rangers, que debe aventurarse en peligrosos laberintos para recuperarlos. Sin embargo, el malvado Machine Empire hará todo lo posible para detener a los Rangers.

## Jugabilidad
Power Rangers Zeo vs. The Machine Empire es un juego de plataformas de acción basado en los Power Rangers Zeo. Cada nivel está dedicado a un cristal en particular. El jugador controla varios Zeo Rangers, según el escenario y el tipo de cristal. El objetivo principal en cada etapa es recolectar fragmentos de cristal del color correspondiente. Naturalmente, los Rangers tienen que lidiar con las máquinas enviadas por el Imperio. Los héroes también tienen que evitar peligros, saltar, balancearse en postes y realizar otras actividades características de los juegos de plataformas.